# Letis aptissima
Letis aptissima là một loài bướm đêm trong họ Erebidae.